# Tauhīd
Tauhīd (arabisch توحيد, DMG tawḥīd ‚Glaube an die Einheit Gottes‘, abgeleitet vom Verb وحّد, DMG waḥḥada ‚vereinigen, vereinheitlichen‘), in der Literatur auch Tawheed, Tawhid, Tauheed, Tevhid oder Tevhit, ist ein grundlegendes Konzept des Islam und entspricht dem Begriff Monotheismus.

## Bedeutung
Tauhīd bedeutet, Gott (arabisch: Allah) als den Einen erklären, sich zum Glauben an die Einheit Gottes bekennen. Mit diesem Bekenntnis wird bezeugt, dass es neben Gott keine anderen Götter gebe, dass er weder gezeugt noch geschaffen sei. Der Ausdruck kommt (wie auch waḥḥada) nicht im Koran vor, wohl aber wird Gott Einfachheit (aḥad, Sure 112) und Einzigkeit zugeschrieben (ilāh un wāḥid, 13 Belege; lā ilāha illā huwa, 29 Belege nebst gleichbedeutenden Ausdrücken). Sure 112 (al-Ichlas) formuliert: „Sag: Er ist Gott, ein Einziger (Allahu ahad). (…) Er hat weder gezeugt noch ist er gezeugt worden.“ Diese Sure nennt man auch Surat at-tauhīd. Die ersten Worte des islamischen Glaubensbekenntnisses (Schahāda) lauten: „Es gibt keinen Gott außer dem einzigen Gott.“ Man bezeichnet diese auch als „Worte des Tauhīd“.
Die Aussage aus Sure 16, 51: „Und Gott hat gesagt: Nehmt euch nicht zwei Götter!“, richtet sich gegen Dualisten. Mit den Worten „Und sagt nicht: Drei“ verneint Sure 4, 171 den christlichen Glauben an die Dreieinigkeit. Die spätere islamische Theologie versteht die göttliche Einheit praktisch ausnahmslos in Opposition zur christlichen Trinität.
Sowohl Juden, Christen als auch Muslime bezeichnen sich als Monotheisten.

## Begriff
Der Ausdruck im Plural muwahhidun (arabisch موحد; wörtlich „Bekenner des tauhīd“ (Bezeichnung der Monotheisten schlechthin)) wird von einigen islamischen/islamistischen Gruppen wie den Wahhabiten als Selbstbezeichnung verwendet. Er ist auch die Bezeichnung der Berberdynastie der Almohaden, al-muwahhidun / الموحّدون / al-muwaḥḥidūn, welche die Lehre der Einheit Gottes zu ihrem religiös-politischen Programm machten.
Außerdem wird der Ausdruck tauhīd in einem spezielleren Sinn oft im Sufismus verwendet. Die „Einheit mit Gott“ – die Auflösung des eigenen Willens in Gottes Willen und die Aufgabe des eigenen Egos – zu erlangen, gilt dort als das eigentliche Ziel des Lebens. Um dorthin zu gelangen, bedarf es einer großen Anstrengung (dschihad) als Kampf gegen das eigene Innere, das sogenannte „niedere Ego“ (an-nafs al-ammara). Als höchste Stufe gilt das „reine Ich“ (an-nafs as-safiya), das jedoch nur von wenigen Sufis erreicht werden könne.
Als Anhänger des Tauhīd (ahl at-tauḥīd) bezeichnen sich die Muslime allgemein; die Mu'tazila kennzeichnete sich als ahl at-tauḥīd wal-'adl أهل التوحيد والعدل / ahlu ʾt-tauḥīd wa-ʾl-ʿadl / ‚Bekenner der Einheit Gottes und der Gerechtigkeit‘.

## Tauhīd-Finger
Der Glaube an die Einheit Gottes wird im Islam durch die erhobene rechte Hand mit ausgestrecktem Zeigefinger, dem sogenannten Tauhīd-Finger, symbolisiert. Der „Tauhid“-Finger ist in diesem Sinne als Glaubensbekenntnis zu verstehen. Allerdings wird die Geste seit Jahren von Islamisten als Erkennungszeichen benutzt, um ihre Ablehnung der Demokratie als unislamisch zu symbolisieren.